# Psalm 1

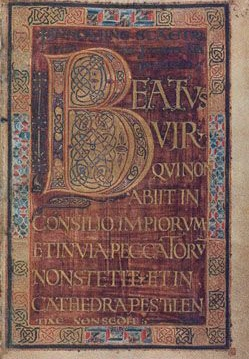
Beginn von Psalm 1 im Dagulf-Psalter (um 790)

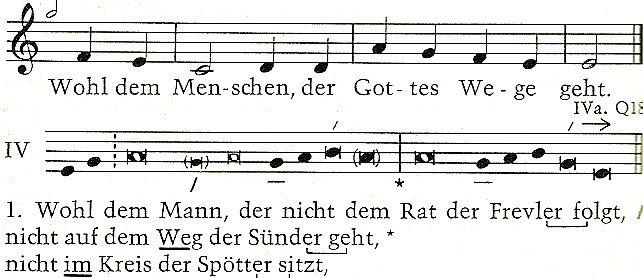
Antiphon und Psalm-Melodie im IV. Ton zu Psalm 1,1 aus dem röm.-kath. Gotteslob (1975)

Psalm 1 (hebräisch תְּהִלָּה Tehilla) ist Teil des (jüdischen) Tanach beziehungsweise des (christlichen) Alten Testamentes und der erste von insgesamt 150 Psalmen des Psalmenbuches. Psalm 1 gilt als Eingangstor zum Psalter und bildet zusammen mit Psalm 2 das Proömium des Psalters.

## Überschrift
Psalm 1 bildet (zusammen mit Psalm 2) das Proömium des gesamten Psalmenbuchs. Zu einer redaktionellen Einheit geformt, heben sich die Psalmen Ps 1  und Ps 2  von den nachfolgenden Psalmen dadurch ab, dass sie keine Überschriften tragen. Weswegen Thomas von Aquin über diesen Psalm schreibt: Hic Psalmus distinguitur contra totum opus: non enim habet titulum, sed est quasi titulus totius operis. [„Dieser Psalm unterscheidet sich von dem ganzen restlichen Werk: denn es hat keinen Titel, sondern ist sozusagen der Titel des ganzen Werks.“]

## Der Text von Psalm 1
| Vers | Biblia Hebraica                                                               | Romanisiert | Einheitsübersetzung | Lutherbibel 1912 |
| ---- | ----------------------------------------------------------------------------- | --- | --- | --- |
| 1    | אַשְׁרֵי־הָאִישׁ* אֲשֶׁר לֹא הָלַךְ בַּעֲצַת רְשָׁעִים וּבְדֶרֶךְ חַטָּאִים לֹא עָמָד וּבְמֹושַׁב לֵצִים לֹא יָשָׁב׃       | ashri-ha'i asher lea halach ba'atzat resha'im uwderech hata'im lea amad webameweshaw letzim lea yashaw                | Wohl dem Mann, der nicht dem Rat der Frevler folgt, nicht auf dem Weg der Sünder geht, nicht im Kreis der Spötter sitzt,                                                    | Wohl dem, der nicht wandelt im Rat der Gottlosen noch tritt auf den Weg der Sünder noch sitzt, da die Spötter sitzen,                                             |
| 2    | כִּי אִם* בְּתֹורַת יְהוָה חֶפְצֹו וּבְתֹורָתֹו יֶהְגֶּה יֹוםָם וָלָיְלָה׃                               | ki em betawerat yehiwa heftzow uwtoeratow yahage yewtmeam welaila                                                     | sondern Freude hat an der Weisung des Herrn, über seine Weisung nachsinnt bei Tag und bei Nacht.                                                                            | sondern hat Lust zum Gesetz des HERRN und redet von seinem Gesetz Tag und Nacht!                                                                                  |
| 3    | וְהָיָה כְּעֵץ שָׁתוּל עַל־פַּלְגֵי מָיִם אֲשֶׁר פִּרְיֹו יִתֵּן בְּעִתֹּו וְעָלֵהוּ לֹא־יִבֹּול וְכֹל אֲשֶׁר־יַעֲשֶׂה יַצְלִיחַ׃ | wehaya ke'etz shatul al-palgei mi'im asher piryew eeten be'itoav we'alehu lea-yiboawel wechol asher-ya'ase yatzli'ach | Er ist wie ein Baum, der an Wasserbächen gepflanzt ist, der zur rechten Zeit seine Frucht bringt und dessen Blätter nicht welken. Alles, was er tut, wird ihm gut gelingen. | Der ist wie ein Baum, gepflanzt an den Wasserbächen, der seine Frucht bringt zu seiner Zeit, und seine Blätter verwelken nicht; und was er macht, das gerät wohl. |
| 4    | לֹא־כֵן הָרְשָׁעִים כִּי אִם־כַּמֹּץ אֲשֶׁר־תִּדְּפֶנּוּ רוּחַ׃                                         | lea-ken harsha'im ki em-kamotz asher-tidpenu roo'ach                                                                  | Nicht so die Frevler: Sie sind wie Spreu, die der Wind verweht. | Aber so sind die Gottlosen nicht, sondern wie Spreu, die der Wind verstreut.                                                                                      |
| 5    | עַל־כֵּן לֹא־יָקֻמוּ רְשָׁעִים בַּמִּשְׁפָּט וְחַטָּאִים בַּעֲדַת צַדִּיקִים׃                                 | al-ken lea-yikumu resha'im bemishpat wehata'im ba'adat tzadikim                                                       | Darum werden die Frevler im Gericht nicht bestehen noch die Sünder in der Gemeinde der Gerechten.                                                                           | Darum bleiben die Gottlosen nicht im Gericht noch die Sünder in der Gemeinde der Gerechten.                                                                       |
| 6    | כִּי־יֹודֵעַ יְהוָה דֶּרֶךְ צַדִּיקִים וְדֶרֶךְ רְשָׁעִים תֹּאבֵד׃                                      | ki-yewedea yehiwa derech tzadikim wederech resha'im toawed                                                            | Denn der Herr kennt den Weg der Gerechten, der Weg der Frevler aber führt in den Abgrund.                                                                                   | Denn der HERR kennt den Weg der Gerechten; aber der Gottlosen Weg vergeht.                                                                                        |

## Inhalt, Form und Interpretation
Dieser Psalm wird von Hermann Gunkel als ein „Weisheitslied“ bezeichnet. Er lässt sich in Bezug auf seine Entstehungszeit nicht näher bestimmen. Eine nachexilische Endfassung des Psalms (also alles zwischen 6. Jh. v. Chr. und 3. Jh. v. Chr.) ist aber sehr wahrscheinlich. In seiner Struktur ist der Psalm gut überschaubar. Verse 1–3 handeln vom Lebensweg des Gerechten; 4–5 vom Lebensweg der Frevler; in Vers 6 folgt eine abschließende Begründung. Von „A bis Z“ – das erste Wort beginnt mit אַ (Aleph) und das letzte Wort mit תֹּ (Taw) – bietet dieser Psalm eine ganzheitliche Lebenslehre des Gläubigen, die im gesamten Psalmenbuch weiter ausgeführt und erkundet wird.
Inhaltlich beschreibt dieser weisheitliche Psalm zwei gegensätzliche Lebenswege (vgl. Jer 17,5–8 ), auf denen der Mensch unterwegs sein kann: einen guten Weg und einen schlechten. Der Weg des Wortes Gottes ist der gute Weg, auf dem das Leben gelingt; der Weg der Spötter, Frevler und Sünder führt in den Abgrund und scheitert. Jedoch lässt gerade die Schlussaussage (1,6a) betont offen, wie das Kennen JHWHs sich konkret vollziehen und wie der Weg der Gerechten verlaufen soll. Der auf den ersten Blick sehr einfach erscheinender Optimismus entfaltet sich daher als weniger durchsichtig. Der Optimismus, der in diesem Psalm zum Ausdruck gebracht wird, rührt weniger von seinen klaren Vorgaben zum glückseligen Leben. Vielmehr wird er getragen von dem Bewusstsein des In-Gott-fundiert-seins. „So klingt in Ps 1 bereits an,“ schreiben Hossfeld und Zenger, „daß die Psalmen Wegweiser in einem vom Bösen und von Bösen bedrohten Leben sind, das seinen tiefsten Hoffnungsgrund darin hat, daß JHWH 'dabei' ist.“
Der ausschlaggebende Wegweiser des Gerechten ist ohne Zweifel die תּוֹרָה (Tora). Diese „Weisung“ ist zunächst als abgeschlossene, schriftliche Willenskundgebung Gottes zu verstehen, die verlesen (Dtn 31,9–11 ) und gelesen (Jos 1,7 ) werden kann. Doch kann sie darüber hinaus auch – mehr als nur eine schriftliche Wortsammlung – abstrakt als „gnädige Willensoffenbarung Gottes“ verstanden werden. Derjenige, der Freude hat an dieser von Gott her stammenden „Weisung“ und sie aufsagt und rezitiert, der wird metaphorisch sein wie ein Baum, der fest in der Welt verwurzelt ist. „'Gepflanzt' heisst es hier nicht,“ sagt der Midrasch Tehillim (jüdische Auslegungen des Psalms), „sondern: שָׁתוּל ('eingesetzt'), um dir zu lehren, dass selbst alle Stürme, wenn sie kommen und ihn anblasen, ihn nicht von seinem Orte zu rücken vermögen.“. Nicht wie Spreu also, welcher der Wind in tausend Richtungen verweht, wird der Gottesfürchtige sein. Sondern er wird sein wie ein standhafter und über das Launische der Zeiten und des Wetters erhabener Baum. Ein solcher wird beständig mit seiner Krone voller himmelhohen Gedanken zu Gott hinstreben und zugleich nicht vergessen, dass er ein in der Welt Verwurzelter und Vergänglicher ist. Wer daher die Psalmen aufsagt, liest und sich täglich mit Gottes Weisungen auseinandersetzt, wird, nach Psalm 1, wachsen und in der Welt ausgeglichen und fundiert leben.
In dieser religiösen Schrift ist also weder ein kindisch-optimistischer, göttlicher Determinismus, noch ein von Willkür getriebener, verborgener Gott am Werk. Hier schwimmt der Mensch nicht rettungslos in einer „trunkenen Flut, die die Seele umgibt“ (Gottfried Benn); hier ist der Mensch auch nicht gefangen unter dem Beschluss „der Unsterblichen Rat“, der den Menschen „zum Untergang bestimmte, dass er würd ein Gesang der Enkelgeschlechter“ (Homer); noch lebt er in einer polytheistischen Welt, die jederzeit von einer disruptiven Macht wie Fortuna mit „scharfem Flügelschwirren“ (Horaz) durcheinandergewirbelt werden kann. Sondern hier zeigt sich eine Gottesvorstellung, die sich von dem Glauben leiten lässt, dass JHWH eine Macht ist, die positiv und aktiv am Leben in der Welt teilnimmt, indem der Mensch sich von ihm leiten lässt. Denkt und lebt der Mensch auf diese Macht hin, so entgeht er einer inneren Zerstreuung und lebt mit sich und der Welt in Harmonie. Kurz: Dieser Psalm leistet, in den Worten von Jürgen Habermas, eine „Artikulation eines Bewusstseins von dem, was [heute in der Moderne] fehlt.“

### Einführungen
- Klaus Seybold: Die Psalmen. Eine Einführung. 2. Auflage. Stuttgart 1991. ISBN 3-17-011122-1
- Erich Zenger: Das Buch der Psalmen. In: Ders. u. a.: Einleitung in das Alte Testament. Stuttgart u. a.: Kohlhammer 1995, S. 242–255. ISBN 3-17-012037-9

### Kommentare
- Frank-Lothar Hossfeld, Erich Zenger: Die Psalmen I. Psalm 1-50. (= NEB.AT 29) Würzburg 1993.
- Artur Weiser: Die Psalmen (= Reihe Das Alte Testament Deutsch, Band 14/15), Göttingen 1935 (7. Aufl. 1966)
- Alfons Deissler: Die Psalmen. Düsseldorf: Patmos 1963.1964.1965 (7. Aufl. 1993). ISBN 3-491-69062-5
- Heinrich Groß, Heinz Reinelt: Das Buch der Psalmen. Teil I (Ps 1-72), Teil II (Ps 73-150). (= Geistliche Schriftlesung, Band 18/1.2). Leipzig: St. Benno 1979.
- Erhard S. Gerstenberger: Psalms. Part I (Ps 1-60). The Forms of the Old Testament Literature. Grand Rapids 1991.

### Aufsätze
- Bernd Janowski: Freude an der Tora. Psalm 1 als Tor zum Psalter. In: Evangelische Theologie 67 (2007), S. 18–31.
- Rainer Gregor Kratz: Die Tora Davids. Psalm 1 und die doxologische Fünfteilung des Psalters. In: Zeitschrift für Theologie und Kirche 93 (1996), S. 1–34.
- Beat Weber: Der Beitrag von Psalm 1 zu einer „Theologie der Schrift“. In: Jahrbuch für evangelikale Theologie 20 (2006), S. 83–113.
- Beat Weber: Psalm 1 als Tor zur Tora JHWHs. Wie Ps 1 (und Ps 2) den Psalter an den Pentateuch anschliesst. In: Scandinavian Journal of the Old Testament 21 (2007), S. 179–200.
- Josef Wehrle: Ps 1 - Das Tor zum Psalter. Exegese und theologische Schwerpunkte, in: Münchener Theologische Zeitschrift 46 (1995), S. 215–229.
- John T. Willis: Psalm 1 - An Entity, in: Zeitschrift für alttestamentliche Wissenschaft 81 (1979), S. 381–401.

## Vertonungen
- Thomas Tallis (Archbishop Parker’s Psalter)
- Paschal de l’Estocart (in Französisch)

### Psalmtext und Übersetzungen
- Psalmen hebräisch mit englischer Übersetzung
- Der Psalmentext der BHS
- Die Psalmen in über 40 aktuellen und historischen Übersetzungen und Übertragungen wie auch auf althebräisch online (hier voreingestellt auf die Bibelübersetzung: „Hoffnung für alle“)
- Die Psalmen in der Luther-Bibel von 1912 online
- Die Psalmen Text Revidierte Elberfelder Bibel
- Psalm 1 in der Offenen Bibel

### Psalmvertonungen
- Gemeinfreie Noten von verschiedenen Psalmvertonungen in der Choral Public Domain Library – ChoralWiki (englisch)
- Lieder, auf die Ps 1 zumindest teilweise eingewirkt hat

### Predigten und Kommentare zu Psalm 1
- Predigt über Psalm 1 von Susanne Kobler-von Komorowski (17. Juni 2007, Peterskirche, Heidelberg) (PDF; 40 kB)
- Vortrag zu Psalm 1 „Der vereinzelte Mensch – heute und in Psalm 1“ von Norbert Lohfink SJ (13. Oktober 2003, Sulzbach) (PDF; 99 kB)